# 3450 Dommanget
3450 Dommanget este un asteroid din centura principală, descoperit pe 31 august 1983 de Henri Debehogne.